# Polinices flemingianus
Polinices flemingianus là một loài ốc biển săn mồi, là động vật thân mềm chân bụng sống ở biển trong họ Naticidae, họ ốc Mặt Trăng.